# Eleições estaduais na Bahia em 1970
As eleições estaduais na Bahia em 1970 ocorreram em duas etapas de acordo com o Ato Institucional Número Três. Com isso, a eleição indireta do governador Antônio Carlos Magalhães e do vice-governador Menandro Minahim foi realizada em 3 de outubro enquanto a escolha dos senadores Heitor Dias e Rui Santos, 22 deputados federais e 46 estaduais ocorreu em 15 de novembro num rito igual ao aplicado a todos os 22 estados e aos territórios federais do Amapá, Rondônia e Roraima.
Natural de Salvador, o governador Antônio Carlos Magalhães presidiu o Grêmio Estudantil do Colégio Estadual da Bahia e depois foi aluno da Universidade Federal da Bahia onde chegou à presidência do Centro Acadêmico, da Faculdade de Medicina e do Diretório Central dos Estudantes. Formado em 1952, foi professor na referida universidade até filiar-se à UDN, sendo eleito deputado estadual em 1954 e deputado federal em 1958 e 1962. Aliado do Regime Militar de 1964, foi reeleito à Câmara dos Deputados pela ARENA em 1966. Entretanto passou a maior parte do mandato à frente da prefeitura de Salvador por escolha do governador Lomanto Júnior e aquiescência de seu sucessor, Luís Viana Filho, a quem Magalhães substituiria por decisão do presidente Emílio Garrastazu Médici em 1970. Após essa vitória foram lançadas as sementes do carlismo graças à vinculação de seu líder aos sucessivos governos militares a partir de 1964 e, mesmo na Nova República, sua atuação o permitiu eleger a maioria dos governadores baianos até o princípio do Século XXI.
Para vice-governador foi apontado o também médico Menandro Minahim. Formado na Universidade Federal da Bahia, militou no PDC e foi prefeito de Serrinha e Jaguaquara, eleito respectivamente em 1947 e 1950. Também exerceu quatro mandatos consecutivos de deputado estadual.
Na eleição para senador o mais votado foi Heitor Dias. Advogado nascido em Santo Amaro e formado na Universidade Federal da Bahia em 1935, exerceu o magistério na referida instituição. Secretário do Instituto do Cacau da Bahia, foi correligionário de Otávio Mangabeira, que o tornou diretor da Imprensa Oficial do Estado. Eleito sucessivamente vereador em 1954 e prefeito de Salvador em 1958, chegando à Câmara dos Deputados em 1962 e 1966, quando já trocara a UDN pela ARENA. Ele também exerceu os cargos de secretário de Governo de Lomanto Júnior e secretário de Justiça de Luís Viana Filho.
Também vindo da UDN e igualmente formado na Universidade Federal da Bahia, o médico Rui Santos conseguiu a segunda cadeira senatorial após cumprir seis mandatos de deputado federal a partir de 1945. Natural de Casa Nova, foi secretário de Governo na segunda estadia de Juracy Magalhães pelo Palácio da Aclamação.

## Resultado da eleição para governador
Numa eleição a cargo da Assembleia Legislativa da Bahia a ARENA votou na chapa vencedora enquanto no MDB houve seis abstenções e duas ausências.
| Candidatos a governador do estado | Candidatos a vice-governador | Número | Coligação             | Votação | Percentual |
| --------------------------------- | ---------------------------- | ------ | --------------------- | ------- | ---------- |
| Antônio Carlos Magalhães ARENA    | Menandro Minahim ARENA       | -      | ARENA (sem coligação) | 47      | 100%       |

## Resultado da eleição para senador
Conforme o acervo do Tribunal Superior Eleitoral foram apurados 1.782.921 votos nominais (65,45%), 834.137 votos em branco (30,62%) e 107.088 votos nulos (3,93%), resultando no comparecimento de 2.724.146 eleitores na disputa para senador.
| Candidatos a senador da República | Candidatos a suplente de senador | Número | Coligação             | Votação | Percentual |
| --------------------------------- | -------------------------------- | ------ | --------------------- | ------- | ---------- |
| Heitor Dias ARENA                 | Cícero Dantas ARENA              | -      | ARENA (sem coligação) | 683.221 | 38,32%     |
| Rui Santos ARENA                  | Josafá Azevedo ARENA             | -      | ARENA (sem coligação) | 672.806 | 37,74%     |
| Josaphat Marinho MDB              | Aloysio de Castro MDB            | -      | MDB (sem coligação)   | 426.894 | 23,94%     |

## Deputados federais eleitos
São relacionados os candidatos eleitos com informações complementares da Câmara dos Deputados.

Representação eleita
  ARENA: 19
  MDB: 3

| Deputados federais eleitos | Partido | Votação | Percentual | Cidade onde nasceu   | Unidade federativa |
| Lomanto Júnior             | ARENA   | 101.277 |            | Jequié               | Bahia              |
| João Alves                 | ARENA   | 39.641  |            | Maceió               | Alagoas            |
| Ney Ferreira               | MDB     | 36.762  |            | Salvador             | Bahia              |
| Francisco Pinto            | MDB     | 34.298  |            | Feira de Santana     | Bahia              |
| Djalma Bessa               | ARENA   | 32.843  |            | Xique-Xique          | Bahia              |
| Wilson Falcão              | ARENA   | 32.249  |            | Feira de Santana     | Bahia              |
| Vasco Neto                 | ARENA   | 30.722  |            | Guaxupé              | Minas Gerais       |
| Manoel Novaes              | ARENA   | 29.493  |            | Floresta             | Pernambuco         |
| Rogério Rego               | ARENA   | 28.728  |            | Salvador             | Bahia              |
| Teódulo Albuquerque        | ARENA   | 28.397  |            | Pilão Arcado         | Bahia              |
| Tourinho Dantas            | ARENA   | 27.067  |            | Salvador             | Bahia              |
| Fernando Magalhães         | ARENA   | 26.192  |            | Conceição do Almeida | Bahia              |
| Hanequim Dantas            | ARENA   | 25.769  |            | Aracaju              | Sergipe            |
| Prisco Viana               | ARENA   | 25.482  |            | Caetité              | Bahia              |
| Necy Novaes                | ARENA   | 24.688  |            | São Paulo            | São Paulo          |
| Rui Bacelar                | ARENA   | 23.658  |            | Entre Rios           | Bahia              |
| Edvaldo Flores             | ARENA   | 23.584  |            | Vitória da Conquista | Bahia              |
| Ivo Braga                  | ARENA   | 23.068  |            | Casa Nova            | Bahia              |
| Odulfo Domingues           | ARENA   | 21.986  |            | Jacaraci             | Bahia              |
| Luís Braga                 | ARENA   | 21.535  |            | Salvador             | Bahia              |
| José Penedo                | ARENA   | 20.500  |            | Tucano               | Bahia              |
| Walson Lopes               | MDB     | 17.594  |            | Nazaré               | Bahia              |

## Deputados estaduais eleitos
Das cinquenta cadeiras em disputa o placar foi de quarenta para a ARENA e seis para o MDB segundo o Tribunal Superior Eleitoral e a Assembleia Legislativa da Bahia.

Representação eleita
  ARENA: 40
  MDB: 6

| Deputados estaduais eleitos | Partido | Votação | Percentual | Cidade onde nasceu     | Unidade federativa |
| Ângelo Magalhães            | ARENA   | 37.110  | 4,22%      | Salvador               | Bahia              |
| Cristóvão Ferreira          | ARENA   | 29.452  |            | Salvador               | Bahia              |
| Afrísio Vieira Lima         | ARENA   | 25.785  |            | Remanso                | Bahia              |
| Jutahy Magalhães            | ARENA   | 23.884  |            | Rio de Janeiro         | Rio de Janeiro     |
| Horácio Matos               | ARENA   | 23.456  |            | Lençóis                | Bahia              |
| Firmo Pinheiro              | ARENA   | 22.230  |            | Salvador               | Bahia              |
| José Lourenço               | ARENA   | 18.298  |            | Porto                  | Portugal           |
| Honorato Viana              | ARENA   | 17.141  |            | Casa Nova              | Bahia              |
| Urbano Neto                 | ARENA   | 16.376  |            | Jitaúna                | Bahia              |
| Augusto Mathias             | ARENA   | 15.603  |            | São Félix              | Bahia              |
| Clodoaldo Campos            | MDB     | 15.528  |            | Irará                  | Bahia              |
| Bião de Cerqueira           | ARENA   | 15.290  |            | São Francisco do Conde | Bahia              |
| Sacramento Neto             | ARENA   | 15.254  |            | Ruy Barbosa            | Bahia              |
| Paulo Nunes                 | ARENA   | 15.221  |            | Ruy Barbosa            | Bahia              |
| Clemenceau Teixeira         | ARENA   | 14.879  |            | Salvador               | Bahia              |
| Edvaldo Valois              | ARENA   | 14.345  |            | Jacobina               | Bahia              |
| Rodolfo Queiroz             | ARENA   | 14.252  |            | Pilão Arcado           | Bahia              |
| Oscar Marques               | MDB     | 14.250  |            | Feira de Santana       | Bahia              |
| Eliseu Leal                 | ARENA   | 14.196  |            | Gandu                  | Bahia              |
| Eujácio Simões              | ARENA   | 13.735  |            | Itabaianinha           | Sergipe            |
| Plínio Carneiro             | ARENA   | 13.471  |            | Serrinha               | Bahia              |
| Vilobaldo Freitas           | ARENA   | 13.026  |            | Caetité                | Bahia              |
| Abelardo Veloso             | MDB     | 12.992  |            | Salvador               | Bahia              |
| Ana Oliveira                | ARENA   | 12.630  |            | Serrinha               | Bahia              |
| Jairo Sento Sé              | ARENA   | 12.548  |            | Juazeiro               | Bahia              |
| Medeiros Neto               | ARENA   | 12.534  |            | Salvador               | Bahia              |
| Orlando Spínola             | ARENA   | 12.422  |            | Salvador               | Bahia              |
| Carlos Araújo               | ARENA   | 12.195  |            | Conceição do Coité     | Bahia              |
| Accioly Vieira              | ARENA   | 12.144  |            | Cícero Dantas          | Bahia              |
| Jairo Azi                   | ARENA   | 12.126  |            | Lamarão                | Bahia              |
| Rocha Pires                 | ARENA   | 11.907  |            | Jacobina               | Bahia              |
| Agostinho Pinheiro          | ARENA   | 11.749  |            | São Miguel das Matas   | Bahia              |
| Bento Carvalho              | ARENA   | 11.641  |            | Aracaju                | Sergipe            |
| Márcio Cardoso              | ARENA   | 11.575  |            | Felisburgo             | Minas Gerais       |
| Áureo Filho                 | ARENA   | 11.272  |            | Feira de Santana       | Bahia              |
| Raimundo Rocha Pires        | ARENA   | 11.248  |            | São Félix              | Bahia              |
| Henrique Brito              | ARENA   | 10.742  |            | São Gonçalo dos Campos | Bahia              |
| Hélio Correia               | ARENA   | 10.582  |            | Macarani               | Bahia              |
| Dilson Nogueira             | ARENA   | 10.098  |            | Xique-Xique            | Bahia              |
| Stoessel Dourado            | ARENA   | 9.554   |            | Paripiranga            | Bahia              |
| Manoelito Teixeira          | ARENA   | 9.476   |            | Candeias               | Bahia              |
| José Eloy                   | ARENA   | 9.454   |            | Itacuruba              | Pernambuco         |
| Edvaldo Correia             | ARENA   | 9.357   |            | Cachoeira              | Bahia              |
| Cosme de Farias             | MDB     | 8.800   |            | Salvador               | Bahia              |
| Antônio José                | MDB     | 6.234   |            | Vitória da Conquista   | Bahia              |
| Newton Campos               | MDB     | 6.058   |            | Salvador               | Bahia              |